# 喬治·蓋洛德·辛普森
喬治·蓋洛德·辛普森（英語：George Gaylord Simpson，1902年6月16日—1984年10月6日）是一位美國古生物學家。他的專長為以滅絕的哺乳類，與牠們在大陸之間的遷徙。同時他也是現代綜合理論的奠基者之一。在演化領域的主要著作包括《进化的速度和样式》（Tempo and Mode in Evolution）與论文《分類規則與哺乳類分類》（Principles of Classification and a Classification of Mammals）等。辛普森對演化論中的疾變平衡（punctuated equilibrium）概念的建構也有所參與。

## 著作
- （1931年）
- （1940年）
- 《进化的速度和样式》（Tempo and Mode in Evolution，1944年）
- 《进化的意义》（The meaning of evolution，1949年）
- （1951年）
- （1953年）
- （1953年）
- （1957年）
- （1961年）
- 《生命觀點》（This view of life，1964年）
- （1965年）
- （1976年）
- （1980年）
- （1978年）
- （死后发行的中篇小说，1996年）

## 外部連結
- George Gaylord Simpson（页面存档备份，存于） - full and comprehensive biography by L. F. Laporte
- George Gaylord Simpson（页面存档备份，存于） - biographical sketch from The Stephen Jay Gould Archive
- George Gaylord Simpson（页面存档备份，存于） - a short biography from the PBS Evolution website
- George Gaylord Simpson Papers, American Philosophical Society.